# Amir Feratovič
Amir Feratovič (Ljubuljana, Eslovenia, 8 de junio de 2001) es un futbolista esloveno que juega como defensa en el A. S. Roma de la Serie A de Italia.

## Trayectoria
Nació en Ljubuljana, Eslovenia donde se formó en el N. K. Bravo de su país, para posteriormente al filiar de la Roma, el Roma Primavera, donde fue ascendido al primer equipo para la temporada 2021-22.

## Estadísticas

### Clubes
Actualizado al último partido disputado el 13 de mayo de 2023.
| Club                              | Div.          | Temporada     | Liga  | Liga  | Copas nacionales | Copas nacionales | Copas internacionales | Copas internacionales | Total | Total |
| Club                              | Div.          | Temporada     | Part. | Goles | Part.            | Goles            | Part.                 | Goles                 | Part. | Goles |
| --------------------------------- | ------------- | ------------- | ----- | ----- | ---------------- | ---------------- | --------------------- | --------------------- | ----- | ----- |
| C. F. Estrela da Amadora Portugal | 2.ª           | 2022-23       | 10    | 0     | 1                | 0                | —                     | —                     | 11    | 0     |
| C. F. Estrela da Amadora Portugal | Total club    | Total club    | 10    | 0     | 1                | 0                | 0                     | 0                     | 11    | 0     |
| S. L. Benfica "B" Portugal        | 2.ª           | 2022-23       | 8     | 0     | —                | —                | —                     | —                     | 8     | 0     |
| S. L. Benfica "B" Portugal        | Total club    | Total club    | 8     | 0     | 0                | 0                | 0                     | 0                     | 8     | 0     |
| Total carrera                     | Total carrera | Total carrera | 18    | 0     | 1                | 0                | 0                     | 0                     | 19    | 0     |